# Opel Agila
Opel Agila (fra latin agilis, "vundet", "agil") var en mikrobil og på daværende tidspunkt den mindste modelserie fra bilfabrikanten Opel. Agila var betydeligt kortere end Corsa fra samme fabrikant under iagttagelse af alle tre hovedmål (længde, bredde og højde) men næsten lige så stor som denne, dog anderledes positioneret. Den anden generation af Agila (Agila B) var en omdøbt version af Suzuki Splash. I Storbritannien blev bilen markedsført identisk under navnet Vauxhall Agila.
Den første generation af Agila (Agila A) blev bygget mellem sommeren 2000 og efteråret 2007. Efterfølgeren Agila B kom på markedet i foråret 2008.
I efteråret 2014 blev produktionen indstillet. Efterfølgeren kom på markedet i foråret 2015 og hedder Opel Karl, i Storbritannien Vauxhall Viva.

## Agila A (type 0HAF68, 2000−2007)
Den ca. 3,5 m lange mikrobil Agila var bortset fra benzinmotorerne og undervognsafstemningen identisk med Suzuki Wagon R+ og blev bygget i Gliwice, Polen. Forbilledet for Agila var prototypen Concept-A fra 1999.
Seriemodellen blev præsenteret på Geneve Motor Show i februar 2000, og kom ud til forhandlerne i august måned samme år.
I august 2003 gennemgik Agila et let facelift med bl.a. kromstribe i kølergrillen. Samtidig fik begge benzinmotorerne større ydelse, og en 1,3-liters dieselmotor blev tilføjet modelprogrammet.
- Opel Agila (2003–2007)
- Bagfra
- Vauxhall Agila (Storbritannien)

### Tekniske data
|                                                | 1.0                 | 1.0                 | 1.2                 | 1.2                 | 1.3 CDTI                  |
| Byggeår                                        | 8/2000−7/2003       | 8/2003−9/2007       | 8/2000−12/2003      | 1/2004−9/2007       | 8/2003−9/2007             |
| Motordata                                      |                     |                     |                     |                     |                           |
| Motorkode                                      | Z10XE (LW3)         | Z10XEP (LJ4)        | Z12XE (LW4)         | Z12XEP (LB4)        | Z13DT (LN9)               |
| Motortype                                      | R3-benzinmotor      | R3-benzinmotor      | R4-benzinmotor      | R4-benzinmotor      | R4-dieselmotor            |
| Antal ventiler pr. cylinder                    | 4                   | 4                   | 4                   | 4                   | 4                         |
| Ventilstyring                                  | DOHC, kæde          | DOHC, kæde          | DOHC, kæde          | DOHC, kæde          | DOHC, kæde                |
| Fødesystem                                     | Multipoint          | Multipoint          | Multipoint          | Multipoint          | Commonrail                |
| Trykladning                                    | –                   | –                   | –                   | –                   | Turbolader, ladeluftkøler |
| Køling                                         | Vandkøling          | Vandkøling          | Vandkøling          | Vandkøling          | Vandkøling                |
| Boring × slaglængde                            | 72,5 × 78,6 mm      | 73,4 × 78,6 mm      | 72,5 × 72,6 mm      | 73,4 × 72,6 mm      | 69,6 × 82,0 mm            |
| Slagvolume                                     | 973 cm³             | 998 cm³             | 1199 cm³            | 1229 cm³            | 1248 cm³                  |
| Kompressionsforhold                            | 10,1:1              | 10,5:1              | 10,1:1              | 10,5:1              | 18,0:1                    |
| Maks. effekt ved omdr./min.                    | 43 kW (58 hk) 5600  | 44 kW (60 hk) 5600  | 55 kW (75 hk) 5600  | 59 kW (80 hk) 5600  | 51 kW (70 hk) 4000        |
| Maks. drejningsmoment ved omdr./min.           | 85 Nm 3800          | 88 Nm 3800          | 110 Nm 4000         | 110 Nm 4000         | 170 Nm 1750               |
| Kraftoverførsel                                |                     |                     |                     |                     |                           |
| Drivende hjul                                  | Forhjul             | Forhjul             | Forhjul             | Forhjul             | Forhjul                   |
| Gearkasse                                      | 5-trins manuel      | 5-trins manuel      | 5-trins manuel      | 5-trins manuel      | 5-trins manuel            |
| Præstationer                                   |                     |                     |                     |                     |                           |
| Topfart                                        | 142 km/t            | 145 km/t            | 155 km/t            | 161 km/t            | 153 km/t                  |
| Acceleration, 0–100 km/t                       | 18,0 sek.           | 17,7 sek.           | 13,5 sek.           | 13,2 sek.           | 15,0 sek.                 |
| Brændstofforbrug pr. 100 km ved blandet kørsel | 6,3 liter Blyfri 95 | 5,8 liter Blyfri 95 | 6,5 liter Blyfri 95 | 6,0 liter Blyfri 95 | 5,2 liter Diesel          |

## Agila B (type FXB22/FXB32, 2007−2014)
Den anden modelgeneration, Agila B, blev første gang præsenteret på Frankfurt Motor Show 2007 og kom ud til forhandlerne i april 2008.
Ligesom forgængeren blev modellen bygget i joint venture med Suzuki, hvis udgave hed Splash. Agila blev ligesom Splash produceret hos Magyar Suzuki Zrt. i Esztergom, Ungarn.
Ved modelskiftet voksede Opel Agila til 3,74 m i længden (+ 20 cm), 1,68 m i bredden (+ 6 cm) men skrumpede til 1,59 m i højden (- 7 cm), hvorved modellen virkede betydeligt mere udstrakt end forgængeren og mere dynamisk. Bagagerummet kunne rumme 225 liter eller en normal sportsbarnevogn, men kunne ved at klappe bagsædets ryglæn frem udvides til 1050 liter. Brændstoftankens indhold var 45 liter, og vendekredsen var 9,6 m. Den teknisk tilladte anhængerlast var med 200 kg (både med og uden bremser) meget lav.

### Udstyr
Basismodellen fandtes kun med 1,0-liters benzinmotor, som også kunne leveres i den dyrere Agila Edition som udefra adskilte sig fra basismodellen gennem lakerede dørhåndtag og sidespejle. Alle versioner var som standard udstyret med femtrins manuel gearkasse, mens 1,2-liters benzinmotoren som ekstraudstyr kunne leveres med firetrins automatgear. Fører- og passagersædet kunne justeres i højden. Derudover havde Agila som standard fortsat hastighedsafhængig servostyring, indvendigt ventilerede skivebremser foran og tromlebremser bagpå. Det fremklappelige bagsæderyglæn var på basismodellen ikke delt. Deaktiveringsmulighed for passagerairbagen og forberedelse for bilradio hørte også til standardudstyret.
Listen over ekstraudstyr, som kunne leveres fra fabrikken, omfattede kun få positioner. Kun ESP med antispinregulering TCSS (Traction Control Support System) og radio med cd- og mp3-afspiller kunne fås mod merpris. Ud over farverne hvid og rød kostede andre farver ekstra og/eller kunne kun fås til Edition-modellen.
Ekstra komfort og med gardinairbags som ekstraudstyr også sikkerhed tilbød kun den dyrere Agila Edition, som var udstyret med højdejusterbart rat, centrallåsesystem med fjernbetjening, klimaanlæg, el-ruder foran, el-justerbare og -opvarmelige sidespejle, tågeforlygter, omdrejningstæller, kørecomputer, cd/mp3-radio og 1/3 til 2/3 delt bagsæderyglæn. Sædevarme til fører- og passagersædet kunne kun fås i Style-pakken sammen med alufælge, læderrat og tonede sideruder ved bagsædet.

### Sikkerhed
Som standard var samtlige versioner af Opel Agila udstyret med ABS med bremseassistent, udkoblende sikkerhedspedaler (PRS Pedal Release System) og front- og sideairbags. Ekstra gardinairbags kunne kun leveres som ekstraudstyr til den dyrere Edition-model. ESP med antispinregulering TCSS fandtes derimod også til basismodellen.
Den identiske Suzuki Splash (fra 2008) fik i Euro NCAPs kollsionstest med 30 point fire stjerner ud af fem mulige for personsikkerhed for voksne, for personsikkerhed for børn 32 point og dermed tre stjerner ud af fem mulige og 19 point ud af 36 for fodgængersikkerhed og dermed tre stjerner ud af fire mulige.

### Motorer
Agila fandtes med to benzin- og én dieselmotor. Begge benzinmotorerne stammede fra Suzuki. Fra februar 2010 tilbød Opel også Agila med LPG (autogas)-drift, som 1,0 LPG ecoFLEX og 1,2 LPG ecoFLEX. Den af Suzuki i Indien fremstillede og fra joint venture'et mellem General Motors og Fiat stammende commonrail-dieselmotor var som standard udstyret med partikelfilter. Dieselmotoren blev også benyttet i Suzuki Swift (1300 DDiS/1,3 DDiS) og Opel Corsa (1,3 CDTI ecoFLEX).
I november 2014 afsluttede Opel produktionen af Agila. Efterfølgeren Opel Karl, som i Storbritannien hedder Vauxhall Viva, kom på markedet i midten af 2015.

#### Tekniske data
|                                                | 1.0 ecoFLEX         | 1.0 ecoFLEX                     | 1.2                             | 1.2 (ecoFLEX)                               | 1.3 CDTI ecoFLEX          |
| Byggeår                                        | 12/2007−8/2010      | 9/2010−11/2014                  | 12/2007−2/2010                  | 2/2010−11/2014                              | 12/2007−2/2010            |
| Motordata                                      |                     |                                 |                                 |                                             |                           |
| Motortype                                      | R3-benzinmotor      | R3-benzinmotor                  | R4-benzinmotor                  | R4-benzinmotor                              | R4-dieselmotor            |
| Antal ventiler pr. cylinder                    | 4                   | 4                               | 4                               | 4                                           | 4                         |
| Ventilstyring                                  | DOHC, kæde          | DOHC, kæde                      | DOHC, kæde                      | DOHC, kæde                                  | DOHC, kæde                |
| Fødesystem                                     | Multipoint          | Multipoint                      | Multipoint                      | Multipoint                                  | Commonrail                |
| Trykladning                                    | –                   | –                               | –                               | –                                           | Turbolader, ladeluftkøler |
| Køling                                         | Vandkøling          | Vandkøling                      | Vandkøling                      | Vandkøling                                  | Vandkøling                |
| Boring × slaglængde                            | 73,0 × 79,4 mm      | 73,0 × 79,4 mm                  | 73,0 × 74,2 mm                  | 73,0 × 74,2 mm                              | 69,6 × 82,0 mm            |
| Slagvolume                                     | 996 cm³             | 996 cm³                         | 1242 cm³                        | 1242 cm³                                    | 1248 cm³                  |
| Kompressionsforhold                            | 11,0:1              | 11,0:1                          | 11,0:1                          | 11,0:1                                      | 17,6:1                    |
| Maks. effekt ved omdr./min.                    | 48 kW (65 hk) 6000  | 50 kW (68 hk) 6000              | 63 kW (86 hk) 6000              | 69 kW (94 hk) 6000                          | 55 kW (75 hk) 4000        |
| Maks. drejningsmoment ved omdr./min.           | 90 Nm 4000          | 90 Nm 4800                      | 114 Nm 4000                     | 118 Nm 4800                                 | 190 Nm 2000               |
| Kraftoverførsel                                |                     |                                 |                                 |                                             |                           |
| Drivende hjul                                  | Forhjul             | Forhjul                         | Forhjul                         | Forhjul                                     | Forhjul                   |
| Gearkasse (standardudstyr)                     | 5-trins manuel      | 5-trins manuel                  | 5-trins manuel                  | 5-trins manuel                              | 5-trins manuel            |
| Gearkasse (ekstraudstyr)                       | –                   | –                               | 4-trins automatisk              | 4-trins automatisk                          | –                         |
| Præstationer1                                  |                     |                                 |                                 |                                             |                           |
| Topfart                                        | 160 km/t            | 160 km/t                        | 174 km/t (170 km/t)             | 175 km/t (170 km/t)                         | 165 km/t                  |
| Acceleration, 0–100 km/t                       | 14,8 sek.           | 14,7 sek.                       | 12,3 sek. (14,8 sek.)           | 12,0 sek. (14,0 sek.)                       | 13,5 sek.                 |
| Brændstofforbrug pr. 100 km ved blandet kørsel | 5,2 liter Blyfri 95 | 5,6 liter {5,3 liter} Blyfri 95 | 5,6 liter (6,2 liter) Blyfri 95 | 6,1 liter {5,9 liter} (6,9 liter) Blyfri 95 |                           |
| CO2-udslip ved blandet kørsel                  | 126 g/km            | 109 g/km {106 g/km}             | 136 g/km (149 g/km)             | 118 g/km {115 g/km} (131 g/km)              |                           |